# Cecilia Rydinger
Cecilia Maria Kristina Rydinger, under en period Rydinger Alin, född den 16 december 1961 i Västerås, är en svensk dirigent, professor och musikchef.

## Biografi
Rydinger, som växte upp i Ludvika, utbildades till dirigent och kyrkomusiker vid Kungliga Musikhögskolan i Stockholm 1989–1991.[källa behövs] Hon vann Kungliga Teaterns stora dirigenttävling 1991 och har sedan dess fått återkommande engagemang vid Kungliga Operan i Stockholm. Hon har även varit gästdirigent vid Folkoperan, Stora Teatern i Göteborg samt Norrlandsoperan. 
Mellan 1994 och 1998 var hon chefsdirigent vid Musikteatern i Värmland. Åren 1998–2007 var Rydinger lektor i orkesterdirigering vid Musikhögskolan i Stockholm. Den 15 oktober 2007 utnämndes Rydinger till professor i orkesterdirigering vid Musikhögskolan i Stockholm. Hon blev därvid den första kvinnan i Norden i sin position. Hon utsågs som tillförordnad rektor för samma högskola från den 1 juli 2012 och utsågs senare som rektor för perioden 5 juni 2013 till 4 juni 2019.
Hon var 1988–2009 dirigent för Allmänna Sången. Sedan 2008 leder hon Orphei Drängar.
Den 19 juni 2010 ledde Rydinger den hyllningskör representerande Sveriges Körförbund, som uppvaktade kronprinsessan Victoria och prins Daniel vid deras vigsel.
Hon gifte sig 1987 med musikern Folke Alin men är skild från honom.

## Priser och utmärkelser
- 1993/94 – Operapriset av Tidskriften OPERA
- 1999 – Norrbymedaljen
- 2001 – Sten Frykbergs minnesstipendium
- 2004 – Uppsala kommuns hedersmedalj
- 2005 – Litteris et Artibus
- 2009 – Årets körledare